# قطعنامه ۱۲۰ شورای امنیت
قطعنامه ۱۲۰ شورای امنیت سازمان ملل متحد که در تاریخ ۰۴ نوامبر ۱۹۵۶ تصویب شد، سندی بین‌المللی دربارهٔ وضعیت در مجارستان است. این قطعنامه طی نشست ۷۵۴ام با ۱۰ موافق، ۱ مخالف و ۰ ممتنع تصویب شد.